# Rainer Kepplinger
Rainer Kepplinger (Walding, 19 agosto 1997) è un ciclista su strada austriaco che corre per il team Bahrain Victorious.

## Palmarès

### Strada
- 2022 (Hrinkow Advarics Cycleang, due vittorie)

3ª tappa Oberösterreich Rundfahrt (Sankt Florian > Hinterstoder)
Classifica generale Oberösterreich Rundfahrt

## Piazzamenti

### Grandi Giri
- Giro d'Italia

2024: 64º
- Vuelta a España

2024: ritiro (9ª tappa)

### Competizioni mondiali
- Campionati del mondo

Glasgow 2023 - In linea Elite: ritirato

### Competizioni europee
- Campionati europei

Monaco di Baviera 2022 - Cronometro Elite: 17º
Drenthe 2023 - Cronometro Elite: 19º
Drenthe 2023 - In linea Elite: 63º